# Torneo de las Seis Naciones 2010
El Torneo de las Seis Naciones 2010 de rugby, conocido como el 2010 RBS 6 Nations debido al patrocinio del Royal Bank of Scotland fue la undécima competencia del Torneo de las Seis Naciones.
El torneo comenzó el 6 de febrero de 2010 y finalizó el 20 de marzo del mismo año, fue ganado por Francia que además, consiguió su noveno Grand Slam. Es el último título alcanzado por los franceses hasta la fecha.

## Participantes
Los equipos que participan son:
| Selección  | Estadio local      | Ciudad    | Entrenador      | Capitán                  |
| ---------- | ------------------ | --------- | --------------- | ------------------------ |
| Inglaterra | Twickenham         | Londres   | Martin Johnson  | Steve Borthwick          |
| Francia    | Stade de France    | París     | Marc Lièvremont | Thierry Dusautoir        |
| Irlanda    | Croke Park         | Dublín    | Declan Kidney   | Brian O'Driscoll         |
| Italia     | Stadio Flaminio    | Roma      | Nick Mallett    | Leonardo Ghiraldini      |
| Escocia    | Murrayfield        | Edimburgo | Andy Robinson   | Mike Blair/Chris Cusiter |
| Gales      | Millennium Stadium | Cardiff   | Warren Gatland  | Ryan Jones               |
| 1. 2.      |                    |           |                 |                          |

## Tabla de posiciones
| Posición | País       | Juegos | Juegos | Juegos | Juegos | Puntos  | Puntos   | Puntos | Puntos | Tabla de puntos |
| Posición | País       | J.     | G.     | E.     | P.     | A favor | En cont. | Dif.   | Tries  | Tabla de puntos |
| -------- | ---------- | ------ | ------ | ------ | ------ | ------- | -------- | ------ | ------ | --------------- |
| 1        | Francia    | 5      | 5      | 0      | 0      | 135     | 69       | +66    | 13     | 10              |
| 2        | Irlanda    | 5      | 3      | 0      | 2      | 106     | 95       | +11    | 9      | 6               |
| 3        | Inglaterra | 5      | 2      | 1      | 2      | 88      | 76       | +12    | 6      | 5               |
| 4        | Gales      | 5      | 2      | 0      | 3      | 113     | 117      | -4     | 10     | 4               |
| 5        | Escocia    | 5      | 1      | 1      | 3      | 83      | 100      | −17    | 3      | 3               |
| 6        | Italia     | 5      | 1      | 0      | 4      | 69      | 137      | −68    | 5      | 2               |

## Calendario
El calendario fue anunciado el 2 de abril de 2009. Tras el éxito del primer encuentro del torneo jugado en un viernes por la noche, entre Francia y Gales en el campeonato de 2009, los organizadores programaron el encuentro de vuelta para un viernes por la noche.

### Primera fecha
| 6 de febrero de 2010 14:30 GMT | Irlanda                                                                       | 29 – 11 | Italia                                           | Croke Park, Dublín,                                                |                                                                    |
|                                | Tries: Heaslip 15' c O'Leary 35' c Con: O'Gara (2) Pen: O'Gara (4) P. Wallace |         | Try: Robertson 39' m Pen: Gower Mirco Bergamasco | Asistencia: 77,686 espectadores Árbitro(s): Romain Poîte (Francia) | Asistencia: 77,686 espectadores Árbitro(s): Romain Poîte (Francia) |

| 6 de febrero de 2010 17:00 GMT | Inglaterra                                                                        | 30 – 17 | Gales                                                            | Twickenham, Londres,                                                |                                                                     |
|                                | Tries:: Haskell (2) 40' c, 75' c Care 44' c Con: Wilkinson (3) Pen: Wilkinson (3) |         | Tries: A. Jones 49' c Hook 71' c Con: S. Jones (2) Pen: S. Jones | Asistencia: 81,406 espectadores Árbitro(s): Alain Rolland (Irlanda) | Asistencia: 81,406 espectadores Árbitro(s): Alain Rolland (Irlanda) |

| 7 de febrero de 2010 15:00 GMT | Escocia                    | 9 - 18 | Francia                                                         | Murrayfield, Edimburgo,                                         |                                                                 |
|                                | Pen: Paterson 9′, 30′, 52′ |        | Tries: Bastareaud 14', 33' Con: Parra (1/2) Pen: Parra 28', 44' | Asistencia: 65,687 espectadores Árbitro(s): Nigel Owens (Gales) | Asistencia: 65,687 espectadores Árbitro(s): Nigel Owens (Gales) |

### Segunda fecha
| 13 de febrero de 2010 14:00 GMT | Gales                                                                                    | 31 – 24 | Escocia                                                                                  | Millennium estadio, Cardiff,        |                                     |
|                                 | Tries: Byrne 56' m Halfpenny 77' c S. Williams 80' c Con: S. Jones (2) Pen: S. Jones (4) | [http://www.rbs6nations.com/en/matchcentre/15930.php (enlace roto disponible en Internet Archive; véase el historial, la primera versión y la última). Reporte] | Tries: Barclay 9' c M. Evans 20' m Con: Paterson Drop: Parks (2) 18', 66' Pen: Parks (2) | Árbitro(s): George Clancy (Irlanda) | Árbitro(s): George Clancy (Irlanda) |

| 13 de febrero de 2010 16:30 GMT | Francia | 33 – 10 | Irlanda                                                       | Stade de France, París,                                               |                                                                       |
|                                 | Tries: Servat 27' c Jauzion 31' c Poitrenaud 59' c Con: Parra (3/3) Pen: Parra (2/3) 17', 68' Drop: Parra (1/1) 62' Michalak (1/1) 78' | Reporte | Try: D. Wallace 64' c Con: O'Gara (1/1) Pen: O'Gara (1/1) 29' | Asistencia: 80.000 espectadores Árbitro(s): Wayne Barnes (Inglaterra) | Asistencia: 80.000 espectadores Árbitro(s): Wayne Barnes (Inglaterra) |

| 14 de febrero de 2010 14:30 GMT | Italia                | 12 – 17 | Inglaterra | Stadio Flaminio, Roma,                                                  |                                                                         |
|                                 | Pen: Mirco Bergamasco | Reporte | Try:       | Asistencia: 31.876 espectadores Árbitro(s): Christophe Berdos (Francia) | Asistencia: 31.876 espectadores Árbitro(s): Christophe Berdos (Francia) |

### 3.ª Jornada
| 26 de febrero de 2010 20:00 GMT | Gales                                                                                   | 20 – 26 | Francia                                                                                               | Millennium estadio, Cardiff,                                            |                                                                         |
|                                 | try: Halfpenny 62' c S. Williams 79' c con: S. Jones (2/2) pen: S. Jones (2/2) 45', 49' | Reporte | try: Palisson 6' c Trinh-Duc 40' c con: Parra (2/2) pen: Parra (3/3) 19', 26', 78' Michalak (1/1) 71' | Asistencia: 73,767 espectadores Árbitro(s): Jonathan Kaplan (Sudáfrica) | Asistencia: 73,767 espectadores Árbitro(s): Jonathan Kaplan (Sudáfrica) |

| 27 de febrero de 2010 13:30 GMT | Italia                                                                                 | 16 – 12 | Escocia                                        | Stadio Flaminio, Roma,                                                |                                                                       |
|                                 | try: Canavosio 64' c con: Mi. Bergamasco (1/1) pen: Mi. Bergamasco (3/3) 10', 14', 43' | Reporte | pen: Parks (3/4) 22', 33', 64' drop: Parks 49' | Asistencia: 32,000 espectadores Árbitro(s): Dave Pearson (Inglaterra) | Asistencia: 32,000 espectadores Árbitro(s): Dave Pearson (Inglaterra) |

| 27 de febrero de 2010 16:00 GMT | Inglaterra                                                                                   | 16 – 20 | Irlanda                                                                       | Twickenham, Londres,                                                  |                                                                       |
|                                 | try: Cole 61' c con: Wilkinson (1/1) pen: Wilkinson (2/5) 15', 36' drop: Wilkinson (1/3) 70' | Reporte | try: Bowe (2) 4' m, 75' c Earls 56' m con: O'Gara (1/1) pen: Sexton (1/3) 29' | Asistencia: 81,554 espectadores Árbitro(s): Mark Lawrence (Sudáfrica) | Asistencia: 81,554 espectadores Árbitro(s): Mark Lawrence (Sudáfrica) |

### 4.ª Jornada
| 13 de marzo de 2010 14:30 GMT | Irlanda | 27 - 12 | Gales | Croke Park, Dublín,                   |  |
|                               |         |         |       | Árbitro(s): Craig Joubert (Sudáfrica) |  |

| 13 de marzo de 2010 17:00 GMT | Escocia | 15 - 15 | Inglaterra | Murrayfield, Edimburgo,               |  |
|                               |         |         |            | Árbitro(s): Marius Jonker (Sudáfrica) |  |

| 14 de marzo de 2010 14:30 GMT | Francia | 46 - 20 | Italia | Stade de France, París,          |  |
|                               |         |         |        | Árbitro(s): Alan Lewis (Irlanda) |  |

### 5.ª Jornada
| 20 de marzo de 2010 14:30 GMT | Gales | 33 - 10 | Italia | Millennium estadio, Cardiff,          |  |
|                               |       |         |        | Árbitro(s): Wayne Barnes (Inglaterra) |  |

| 20 de marzo de 2010 17:00 GMT | Irlanda | 20 - 23 | Escocia | Croke Park, Dublín,                     |  |
|                               |         |         |         | Árbitro(s): Jonathan Kaplan (Sudáfrica) |  |

| 20 de marzo de 2010 19:45 GMT | Francia | 12 - 10 | Inglaterra | Stade de France, París,                    |  |
|                               |         |         |            | Árbitro(s): Bryce Lawrence (Nueva Zelanda) |  |

|                                                        |
| Bandera de Francia                                     |
| Campeón Francia Decimoséptimo título Noveno Grand Slam |